# Laubenbach
Laubenbach är ett vattendrag i Österrike.   Det ligger i distriktet Bregenz och förbundslandet Vorarlberg, i den västra delen av landet, 500 km väster om huvudstaden Wien.
I omgivningarna runt Laubenbach växer i huvudsak blandskog. Runt Laubenbach är det ganska glesbefolkat, med 47 invånare per kvadratkilometer.